# Лабрадор-ретривер
Лабрадор-ретривер (англ. Labrador Retriever), або коротко «лабрадор» — порода мисливських собак, належить до 8 групи МКФ.

## Історія породи
Точне походження однієї з найпопулярніших порід у світі — лабрадора не встановлено, але відомо, що предками лабрадора були собаки північноамериканських індіанців. Вони відмінно плавають і пірнають, в ті часи їхнім основним застосуванням було допомагати рибалкам витягати тенета. Вперше собак невідомої породи європейці побачили на острові Ньюфаундленд (Канада) на початку 19 століття і назвали їх «Ньюфаундленд Святого Джонса». Це були незамінні помічники: допомагали при лові риби, рятували людей у шторм, перевозили візки з вантажем, на полюванні приносили дичину з води. У 1830 році були завезені до Великої Британії, де стали популярні як польові мисливські собаки й апортувальники дичини. У процесі формування породи використовували пойнтера і деяких інших собак. До 1870 року склалася порода лабрадор-ретривер. У 1903 році вона була визнана як самостійна Англійським клубом собаківництва.

## Стандарт породи
Вимоги до породи описані в стандарті МКФ № 122. Собака міцної будови, збитий, енергійний, має широку черепну коробку, широку і глибоку грудну клітку. Поперек і задня частина тіла широкі й міцні.

### Голова
- Черепна коробка: череп широкий. Чітко окреслений без м'язистих вилиць.
- Перехід від чола до морди: виражений.
- Лицьова частина
  - Мочка носа — широка, ніздрі — добре розвинені.
  - Морда: масивна, не полегшена.
  - Щелепи й зуби: щелепи середньої довжини, досить потужні, але дуже м'які, щелепи й зуби міцні, з досконалим, правильним і повністю ножицеподібним прикусом, тобто верхні зуби щільно перекривають нижні зуби й стоять перпендикулярно щелеп.
- Очі: середньої величини, виражають розум і хороший характер, від горіхового до коричневого (кольору паленого цукру).
- Вуха: не великі й не важкі; висячі, прилеглі до голови, посаджені досить далеко позаду.
- Шия: суха, міцна, масивна, переходить в добре розвинені плечі.

### Колодка

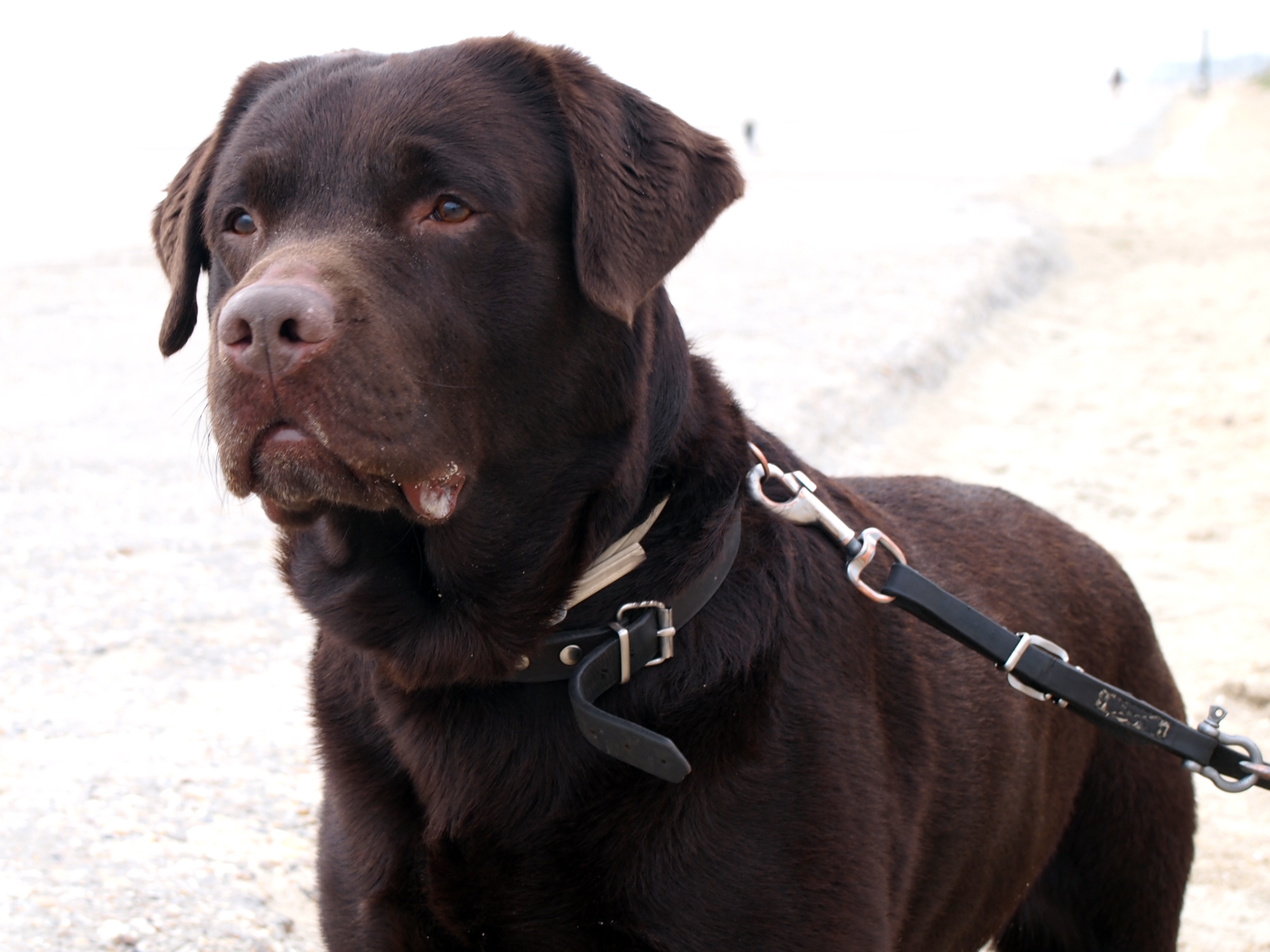
Коричневий лабрадор-ретривер

- Спина: рівна лінія верху.
- Поперек: широкий, короткий і міцний.
- Груди: широкі й масивні, глибокі, з бочкоподібними ребрами.
- Хвіст: примітна особливість — в основі дуже товстий хвіст, поступово звужується до кінця. Середньої довжини, позбавлений підвісу, але щільно по окружності вкритий короткою, густою шерстю, надаючи округлого вигляду, описуваний як видровий хвіст. Може радісно помахувати, але не повинен загинатися на спину.

### Кінцівки
- Передня частина: передні кінцівки кістляві й прямі від ліктів до пальців, при огляді як спереду, так і збоку.
  - Плечі: довгі й косі.
- Задня частина: добре розвинена, без нахилу до хвоста.
  - Коліна: з добре вираженими кутами зчленувань.
  - Плюсни: короткі. Коровіна надзвичайно небажана.
  - Лапи: округлі, компактні; склепінчасті пальці й добре розвинені подушечки.

### Рухи
Вільні, що покривають відповідний простір; прямолінійні й правильні спереду і ззаду.

### Шерсть
- Шерсть «подвійна» — жорстка на дотик: остьове волосся і стійке до негоди підшерстя.
- Колір суцільний: чорний, палевий (від світло-кремового до темно-рудого), коричневий (або шоколадний, може бути від світлих віддітківт, як у жовтих, так і до темного шоколаду (згідно стандартів FCI)). У представників породи , не важливо від забарвлення  допустима  біла пляма на грудях, вона не повинна бути на всю грудь від лопатки до лопатки. Це плямка , вона за розміром не оговорена в стандарті FCI, але прийнято вважати, що вона не повинна бути більшою за чоловічу долонь. Також згідно стандартів всесвітньої кінологічної асоціації FCI - дозволені плямки на внутрішній стороні лап.

### Ріст і вага
Ідеальна висота в холці:
- Пси 56-57 см (22-22,5 дюйми);
- Суки 54-56 см (21,5-22 дюйми).

Вага 25-40 кг.

### Дефекти
Будь-яке відхилення від вищевказаних пунктів повинно розглядатися як недолік або порок залежно від ступеня вираженості.

## Поведінка
Лабрадори відомі своєю інтелігентністю та різнобічною обдарованістю. Завдяки надзвичайно гострому чуттю і пристрасті до апортировки лабрадори використовуються як службові собаки. У них безліч професій: їх використовують при тягловій роботі, на полюванні, на митниці вони шукають наркотики та вибухівку, працюють на гірських, водних, рятувальних службах. Врівноважений характер і вроджена передбачливість лабрадора найбільш підходить для роботи поводирем сліпих — у світі 80 % собак-поводирів складають лабрадори. І головне — це надійна і слухняна собака, відданий і розумний компаньйон. Спілкуючись з лабрадором, ви отримаєте величезне задоволення. Це надзвичайно життєрадісний, доброзичливий і товариський пес. Чуйно сприймає настрій господаря і не буде плутатися під ногами, але в будь-якій справі буде радий допомогти. Під наглядом лабрадора можна без побоювання залишити дітей, це природжена нянька. Також лабрадори добре лагодять з іншими домашніми тваринами. Особливого догляду лабрадори не потребують, регулярно чистити шерсть щіткою — і ваш вихованець матиме чудовий вигляд!
Гуляти рекомендується[ким?] не менш як годину, не рахуючи біганини на природі.